# HD 121504 b
HD 121504 b – planeta pozasłoneczna okrążająca gwiazdę HD 121504 w odległości 1/3 odległości Ziemi od Słońca. Jest około 25% bardziej masywna niż Jowisz.